# Miconia turgida
Miconia turgida är en tvåhjärtbladig växtart som beskrevs av Henry Allan Gleason. Miconia turgida ingår i släktet Miconia och familjen Melastomataceae. Inga underarter finns listade i Catalogue of Life.